# Jordan Williams (football)
Pour les articles homonymes, voir Jordan Williams.
Jordan Williams, né le 22 octobre 1999 à Huddersfield au Royaume-Uni, est un footballeur anglais qui joue au poste de latéral droit pour le Portsmouth FC.
Formé chez les Terriers, il est prêté à Bury en août 2017, 2 jours seulement après avoir fait ses débuts en League Cup contre Rotherham United.
En 2018, il rejoint Barsnley et joue 6 saisons entre la League One et la Championship, accumulant plus de 200 matchs. Il participe activement à la montée du club en deuxième division en 2019 mais également à sa relégation en troisième division en 2022.
À l'été 2024, Williams signe à Portsmouth, fraichement promu en Championship.

## Biographie
Élevé à Huddersfield, Williams rejoint Huddersfield Town à l'âge de 9 ans et gravit progressivement les échelons, jouant notamment deux matchs avec l'équipe d'Angleterre des moins de 18 ans,. Il fait ses débuts en équipe première pour les Terriers lors de leur match de deuxième tour de EFL Cup contre Rotherham United au John Smith's Stadium le 23 août 2017. Deux jours plus tard, il est prêté pour acquérir de l'expérience. Il rejoint l'équipe de Bury en League One pour le reste de la saison. Il a fait ses débuts pour les Shakers le lendemain lors du match nul 0-0 contre Rochdale.
Le 8 août 2018, Williams signe en faveur de Barnsley pour un montant non divulgué et un contrat de quatre ans. Le 4 décembre 2018, il marque son premier but pour Barnsley et son premier but en carrière, lors d'une défaite au tirs au but au deuxième tour de l'EFL Trophy contre les moins de 23 ans de Manchester City. Dès sa première saison, Willliams et ses coéquipiers finissent 2e du championnat, synonyme de montée en Championship.
Le 17 mai 2024, le club annonce qu'il sera libéré l'été à l'expiration de son contrat. Au total, Williams joue 201 matchs pour Barnsley et obtient une montée dans l'antichambre du football anglais en 2019.
Le 14 juin 2024, il rejoint Portsmouth et retrouve la Championship. Il est la première recrue du club lors de ce mercato. Jordan Williams porte le maillot de Pompey pour la première fois à l'occasion du premier match de championnat contre Leeds United. Ce match est le premier du club en deuxième division depuis 12 ans.

## Statistiques
| Saison                | Club                  | Championnat           | Championnat | Championnat | Championnat | Coupe nationale | Coupe nationale | Coupe nationale | Coupe de la Ligue | Coupe de la Ligue | Coupe de la Ligue | EFL Trophy | EFL Trophy | EFL Trophy | Total | Total | Total |
| Saison                | Club                  | Division              | M.          | B.          | P.d.        | M.              | B.              | P.d.            | M.                | B.                | P.d.              | M.         | B.         | P.d.       | M.    | B.    | P.d.  |
| 2017-2018             | Huddersfield Town     | Premier league        | -           | -           | -           | -               | -               | -               | 1                 | 0                 | 0                 | -          | -          | -          | 1     | 0     | 0     |
| 2017-2018             | Bury FC (prêt)        | League One            | 9           | 0           | 0           | 1               | 0               | 0               | -                 | -                 | -                 | 4          | 0          | 0          | 14    | 0     | 0     |
| 2018-2019             | Barnsley FC           | League One            | 11          | 0           | 1           | -               | -               | -               | -                 | -                 | -                 | 4          | 1          | 1          | 15    | 1     | 2     |
| 2019-2020             | Barnsley FC           | Championship          | 30          | 0           | 0           | 2               | 0               | 0               | 1                 | 0                 | 0                 | -          | -          | -          | 33    | 0     | 0     |
| 2020-2021             | Barnsley FC           | Championship          | 23          | 0           | 1           | 2               | 0               | 0               | 3                 | 1                 | 0                 | -          | -          | -          | 28    | 1     | 1     |
| 2021-2022             | Barnsley FC           | Championship          | 21          | 0           | 0           | 2               | 1               | 0               | 1                 | 0                 | 0                 | -          | -          | -          | 24    | 1     | 0     |
| 2022-2023             | Barnsley FC           | League One            | 46          | 5           | 7           | 2               | 0               | 1               | 1                 | 0                 | 0                 | -          | -          | -          | 49    | 5     | 8     |
| 2023-2024             | Barnsley FC           | League One            | 48          | 1           | 3           | 2               | 0               | 1               | 1                 | 0                 | 0                 | 1          | 0          | 0          | 52    | 1     | 4     |
| Sous-total            | Sous-total            | Sous-total            | 179         | 6           | 12          | 10              | 1               | 2               | 7                 | 1                 | 0                 | 5          | 1          | 1          | 201   | 9     | 15    |
| 2024-2025             | Portsmouth FC         | Championship          | 10          | 0           | 0           | -               | -               | -               | 1                 | 0                 | 0                 | -          | -          | -          | 11    | 0     | 0     |
| Total sur la carrière | Total sur la carrière | Total sur la carrière | 198         | 6           | 12          | 11              | 1               | 2               | 9                 | 1                 | 0                 | 9          | 1          | 1          | 227   | 9     | 15    |

## Palmarès

### En club
| Barnsley FC                                                               |
| - Championnat d'Angleterre de troisième division : - Vice-champion : 2019 |